# Walden, Tennessee
Walden är en ort i Hamilton County i delstaten Tennessee, USA.